# Aribinda
Aribinda, auch Arbinda, ist sowohl eine Gemeinde (französisch commune rurale) als auch ein dasselbe Gebiet umfassendes Departement im westafrikanischen Staat Burkina Faso in der Region Sahel und der Provinz Soum. Die Gemeinde hatte im Jahr 2006 91.020 Einwohner und liegt nahe der Grenze zu Niger.
Der Flughafen Aribinda hat die internationale Kennung XAR.
Am 28. Oktober 1895 wurde ein Protektoratsvertrag mit dem Franzosen Georges Destenave unterzeichnet.
Am 24. Dezember 2019 griffen dschihadistische Milizen den Militärstützpunkt an und eröffneten bei ihrer Flucht auch das Feuer auf Zivilisten. Bei den Gefechten starben nach Behördenangaben 35 Zivilisten, 80 Angreifer und sieben Angehörige der Sicherheitskräfte.